# André Daher
André Daher (* 1. Februar 1891 in Marseille; † 25. November 1974 ebenda) war ein französischer Politiker. Er war von 1936 bis 1942 Abgeordneter der Abgeordnetenkammer.

## Leben
1936 wurde Daher Abgeordneter für das Département Bouches-du-Rhône. An der Sitzung, bei der das Vichy-Regime seine Ermächtigungsgesetze durchbrachte, nahm Daher nicht teil. Formal blieb er noch bis 1942 Abgeordneter.
Er trug den Titel eines Offiziers der Ehrenlegion. Daher galt als enger Freund des Klerikalfaschisten Xavier Vallat.